# Appias ada
Appias ada är en fjärilsart som först beskrevs av Stoll 1782.  Appias ada ingår i släktet Appias och familjen vitfjärilar. Inga underarter finns listade i Catalogue of Life.

## Bildgalleri

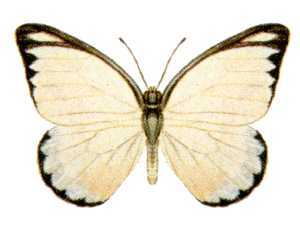
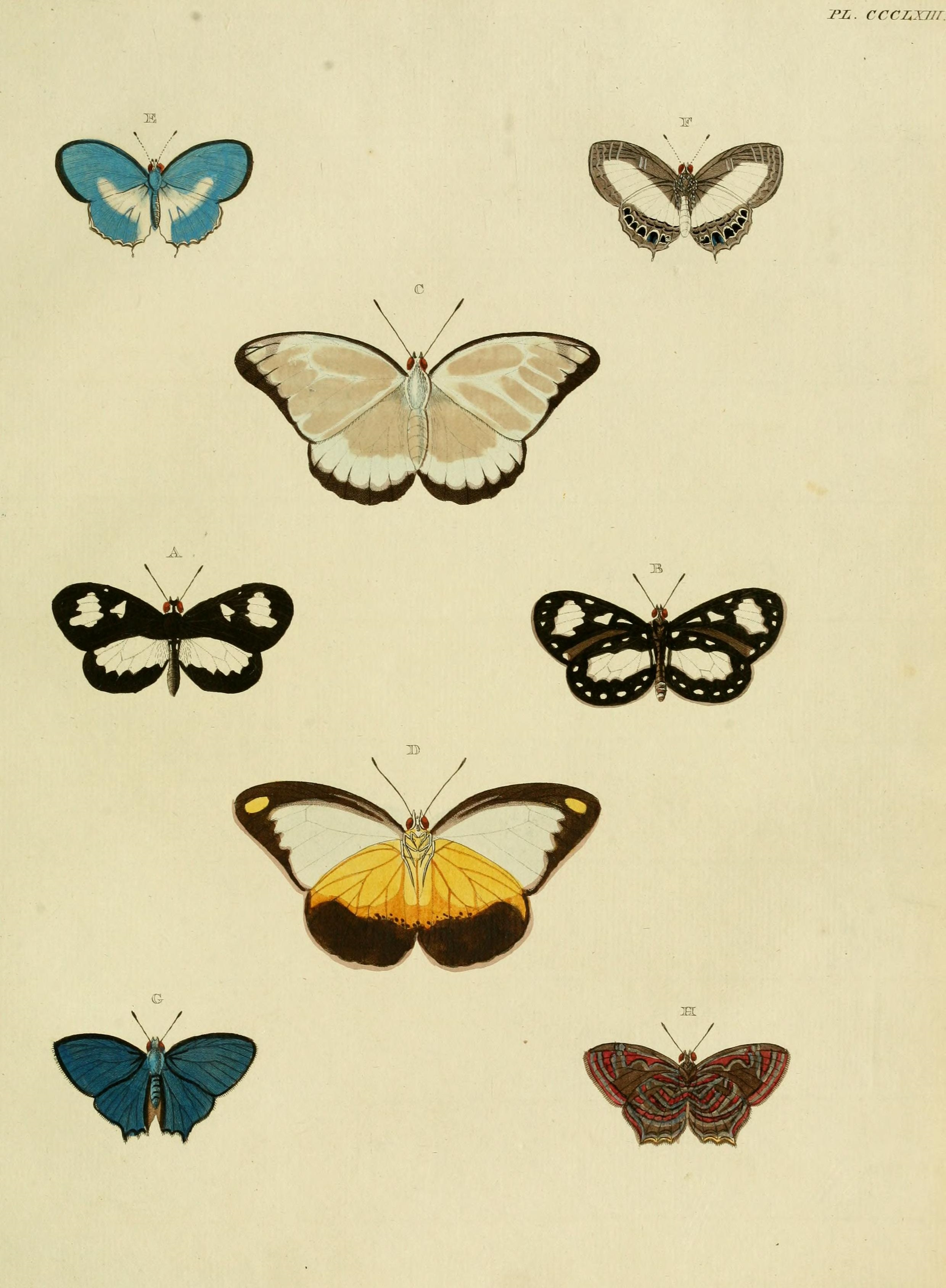